# Elimia virginica
Elimia virginica е вид коремоного от семейство Pleuroceridae.